# Agapanthia fadli
Agapanthia fadli là một loài bọ cánh cứng trong họ Cerambycidae.